# Бласи (Марна)
Бласи (фр. Blacy) насеље је и општина у североисточној Француској у региону Шампањ-Арден, у департману Марна која припада префектури Витри ле Франсоа.
По подацима из 2011. године у општини је живело 670 становника, а густина насељености је износила 38,82 становника/km². Општина се простире на површини од 17,26 km². Налази се на средњој надморској висини од 101 метар.

## Демографија
| 1962. | 1968. | 1975. | 1982. | 1990. | 1999. | 2011. |
| ----- | ----- | ----- | ----- | ----- | ----- | ----- |
| 576   | 670   | 656   | 588   | 617   | 581   | 670   |

График промене броја становника у току последњих година